# Viholansaari (ö i Norra Savolax, Varkaus)
Viholansaari är en ö i Finland. Den ligger i sjön Suvasvesi och i kommunen Leppävirta i den ekonomiska regionen  Varkaus ekonomiska region  och landskapet Norra Savolax, i den sydöstra delen av landet, 300 km nordost om huvudstaden Helsingfors. Öns area är 81,8 hektar och dess största längd är 1,7 kilometer i nord-sydlig riktning.